# Angolo piatto
L'angolo piatto è un angolo definito nel seguente modo: date due semirette con l'origine in comune, se esse formano due angoli congruenti questi sono detti angoli piatti o angoli piani.
Un angolo piatto in gradi sessagesimali è un angolo di 180 gradi, ovvero di π radianti. È la metà dell'angolo giro e il doppio dell'angolo retto. Nella geometria euclidea la somma degli angoli interni di un triangolo è pari a un angolo piatto.
Su ogni lato di un poligono possiamo dire che esistono una infinità di angoli "potenziali", che nel computo rimangono occulti perché non corrispondenti a specifici vertici, ma se immaginiamo di "tirare" nel mezzo uno di questi segmenti, creando un nuovo vertice e quindi aumentando da n a n + 1 il numero di lati, la somma finale degli angoli interni sarà maggiore della precedente di 180º, poi quel l'angolo piatto, prima soltanto potenziale, si è esplicitato distribuendo la propria ampiezza sul nuovo vertice e nei due vicini.

## Particolarità
- Se un triangolo ha un angolo piatto, sarà necessariamente degenere, perché gli altri 2 angoli misureranno 0º.
- Se due vettori descrivono un angolo piatto saranno l'uno l'opposto dell'altro, e saranno linearmente dipendenti.